# Mesfin Tafesse
Mesfin Tafesse Lemene (ur. 26 listopada 2001 w Auasie) – piłkarz etiopski grający na pozycji napastnika. Od 2022 jest zawodnikiem klubu Ethiopian Coffee SC.

## Kariera klubowa
Swoją karierę piłkarską Fasil rozpoczął w klubie Hawassa City SC. W sezonie 2018/2019 zadebiutował w jego barwach w pierwszej lidze etiopskiej. W 2022 przeszedł do Ethiopian Coffee SC.

## Kariera reprezentacyjna
W reprezentacji Etiopii Mesfin zadebiutował 4 sierpnia 2019 roku w wygranym 4:3 meczu Mistrzostw Narodów Afryki 2020 z Dżibuti rozegranym w Dire Daua. W 2022 roku został powołany do kadry na Puchar Narodów Afryki 2021. Rozegrał na nim jeden mecz, grupowy z Burkiną Faso (1:1).